# امینه (فیلم)
آمینه (عربی مصری: امينة) یک فیلم به کارگردانی گوفردو آلساندرینی است که در سال ۱۹۵۱ منتشر شد. از بازیگران آن می‌توان به آسیا نوریس، یوسف وهبی، رشدی اباظه، و سراج منیر اشاره کرد.